# Munro Leaf
Wilbur Monroe „Munro“ Leaf (* 4. Dezember 1905 in Hamilton bei Baltimore, Maryland; † 21. Dezember 1976 in Garrett Park, Maryland) war ein amerikanischer Autor und Illustrator von Kinderbüchern.

## Leben
Leaf studierte an der UMCP und legte dort 1927 seinen Bachelor ab. Seinen Master-Abschluss in Englischer Literatur erhielt er 1931 an der Harvard University. Danach arbeitete er als Englischlehrer und begann Kinderbücher zu schreiben. 1936 veröffentlichte er sein bekanntestes Werk, Ferdinand, der Stier (The Story of Ferdinand), über einen jungen Bullen, der es vorzieht, an den Blumen auf der Weide zu schnuppern, statt beim Stierkampf anzutreten. Leaf schrieb das Buch, das Mahatma Gandhi als sein Lieblingsbuch bezeichnete, in weniger als einer Stunde an einem Sonntagnachmittag im Jahr 1935. Die Illustrationen dazu schuf Robert Lawson, mit dem er später auch bei Wee Gillis (1938), The Story of Simpson and Sampson und Aesop's Fables (beide 1941) zusammenarbeitete.
1943 erschien seine Aufklärungsbroschüre This is Ann (bebildert von Dr. Seuss), in der die amerikanischen Soldaten des Zweiten Weltkriegs dazu aufgerufen werden, sich vor einer Malaria übertragenden Anophelesmücke namens Ann zu schützen.
In seinen späteren Lebensjahren lebte er mit seiner Frau Margaret in seinem Haus („Ferdinand House“) in Garrett Park und veröffentlichte bis zu seinem Tod weitere Kinderbücher.

## Werke

### Kinderbücher
Soweit nicht anders angegeben, stammen die Illustrationen von Munro Leaf selber.
- unter dem Pseudonym Mun: Lo, the Poor Indian. New York: Leaf, Mahony, Seidel & Stokes, ca. 1934.
- Grammar Can Be Fun. 1934. Später veröffentlicht als How to Speak Politely, and Why.
- Robert Francis Weatherbee. New York: Stokes, 1935.
- The Story of Ferdinand. New York: Viking Press, 1936. Illustriert von Robert Lawson (1892–1957).
  - Deutsche Ausgabe: Ferdinand. Aus dem Amerikanischen von Fritz Güttinger. Mit Zeichnungen von Robert Lawson. Diogenes, Zürich 1970, ISBN 3-257-00742-6.
- Manners Can Be Fun. New York: Lippincott, ca. 1936.
- Noodle. 1937. Illustriert von Ludwig Bemelmans
- Wee Gillis. New York: Viking Press, 1937. Illustriert von Robert Lawson
- Safety Can Be Fun. 1938.
- Listen, Little Girl, Before You Come to New York. New York: Stokes, 1938. Illustriert von Dick Rose
- Fair Play. New York: Stokes, 1939.
- The Watchbirds: A Picture Book of Behavior. New York: Stokes, 1939.
- John Henry Davis. New York: Stokes, 1940.
- More Watchbirds: A Picture Book of Behavior. New York: Stokes, 1940.
- Fly Away, Watchbird! A Picture Book of Behavior. New York: Stokes, 1941.
- The Story of Simpson and Sampson. 1941. Illustriert von Robert Lawson
- Aesop's Fables: A New Version. 1941. Illustriert von Robert Lawson
- Health Can Be Fun. New York & Philadelphia: Stokes, 1943.
- Gordon the Goat. 1944.
- 3 and 30 Watchbirds, a Picture Book of Behavior. Philadelphia, New York: Lippincott, 1944.
- Let's Do Better. Philadelphia, New York: Lippincott, 1945.
- How to Behave and Why. 1946.
- unter dem Pseudonym John Calvert: Gwendolyn the Goose. New York: Random House, 1946. Illustriert von Garrett Price
- Flock of Watchbirds. Philadelphia, New York: Lippincott, 1946. (Umfasst die drei Bände The Watchbirds, More Watchbirds und Fly Away, Watchbird!)
- Boo, Who Used to be Scared of the Dark. New York: Random House, ca. 1948. Illustriert von Frances Tipton Hunter (1896–1957)
- Sam and the Superdroop. New York: Viking Press, 1948.
- Arithmetic Can Be Fun. Philadelphia: Lippincott, 1949.
- History Can Be Fun. Philadelphia: Lippincott, ca. 1950.
- Geography Can Be Fun. Philadelphia: Lippincott, 1951.
- Reading Can Be Fun. Philadelphia: Lippincott, 1953.
- Lucky You. Philadelphia: Lippincott, 1955.
- Three Promises to You. Philadelphia: Lippincott, 1957.
- Science Can Be Fun. Philadelphia: Lippincott, 1958.
- The Wishing Pool. Philadelphia: Lippincott, 1960.
- Being an American can be fun. Philadelphia: Lippincott, 1964.
- Turnabout. Philadelphia: Lippincott, 1967.
- Who Cares? I Do. Philadelphia: Lippincott, ca. 1971.
- Metric Can Be Fun!. Philadelphia: Lippincott, ca. 1976.

### Sonstiges
- Your Library and Some People You Don't Want In It. 1939.
- A War-Time Handbook for Young Americans. New York: Stokes, 1942.
- Psychotherapie für jedermann (You and Psychiatry, 1948), gemeinsam mit William Claire Menninger